# Saint-Forgeux
Saint-Forgeux és un municipi francès situat al departament del Roine i a la regió d'Alvèrnia-Roine-Alps. L'any 2007 tenia 1.358 habitants.

## Demografia

### Població
El 2007 la població de fet de Saint-Forgeux era de 1.358 persones. Hi havia 504 famílies de les quals 104 eren unipersonals (48 homes vivint sols i 56 dones vivint soles), 152 parelles sense fills, 228 parelles amb fills i 20 famílies monoparentals amb fills.
La població ha evolucionat segons el següent gràfic:
Habitants censats

### Habitatges
El 2007 hi havia 633 habitatges, 523 eren l'habitatge principal de la família, 70 eren segones residències i 40 estaven desocupats. 566 eren cases i 66 eren apartaments. Dels 523 habitatges principals, 411 estaven ocupats pels seus propietaris, 97 estaven llogats i ocupats pels llogaters i 15 estaven cedits a títol gratuït; 2 tenien una cambra, 26 en tenien dues, 63 en tenien tres, 151 en tenien quatre i 281 en tenien cinc o més. 374 habitatges disposaven pel capbaix d'una plaça de pàrquing. A 183 habitatges hi havia un automòbil i a 301 n'hi havia dos o més.

### Piràmide de població
La piràmide de població per edats i sexe el 2009 era:
| Homes | Edats   | Dones |
| ----- | ------- | ----- |
| 0     | 95 o +  | 0     |
| 0     | 90 a 94 | 4     |
| 4     | 85 a 89 | 0     |
| 4     | 80 a 84 | 0     |
| 8     | 75 a 79 | 4     |
| 32    | 70 a 74 | 36    |
| 32    | 65 a 69 | 52    |
| 16    | 60 a 64 | 28    |
| 44    | 55 a 59 | 16    |
| 48    | 50 a 54 | 52    |
| 52    | 45 a 49 | 52    |
| 56    | 40 a 44 | 48    |
| 68    | 35 a 39 | 56    |
| 44    | 30 a 34 | 52    |
| 40    | 25 a 29 | 48    |
| 24    | 20 a 24 | 24    |
| 68    | 15 a 19 | 36    |
| 60    | 10 a 14 | 84    |
| 48    | 5 a 9   | 52    |
| 40    | 0 a 4   | 44    |

## Economia
El 2007 la població en edat de treballar era de 896 persones, 705 eren actives i 191 eren inactives. De les 705 persones actives 660 estaven ocupades (359 homes i 301 dones) i 45 estaven aturades (15 homes i 30 dones). De les 191 persones inactives 79 estaven jubilades, 62 estaven estudiant i 50 estaven classificades com a «altres inactius».

### Ingressos
El 2009 a Saint-Forgeux hi havia 548 unitats fiscals que integraven 1.444,5 persones, la mediana anual d'ingressos fiscals per persona era de 18.917 €.

### Activitats econòmiques
Dels 56 establiments que hi havia el 2007, 1 era d'una empresa alimentària, 5 d'empreses de fabricació d'altres productes industrials, 16 d'empreses de construcció, 9 d'empreses de comerç i reparació d'automòbils, 6 d'empreses de transport, 2 d'empreses d'hostatgeria i restauració, 1 d'una empresa d'informació i comunicació, 4 d'empreses financeres, 3 d'empreses immobiliàries, 4 d'empreses de serveis, 2 d'entitats de l'administració pública i 3 d'empreses classificades com a «altres activitats de serveis».
Dels 18 establiments de servei als particulars que hi havia el 2009, 2 eren tallers de reparació d'automòbils i de material agrícola, 3 paletes, 2 guixaires pintors, 3 fusteries, 3 lampisteries, 2 electricistes, 1 perruqueria i 2 restaurants.
Dels 2 establiments comercials que hi havia el 2009, 1 era una fleca i 1 una botiga d'equipament de la llar.
L'any 2000 a Saint-Forgeux hi havia 36 explotacions agrícoles que ocupaven un total de 975 hectàrees.

## Equipaments sanitaris i escolars
El 2009 hi havia 2 escoles elementals.

## Poblacions més properes
El següent diagrama mostra les poblacions més properes.